# 线叶悬藓
线叶悬藓（学名：Barbella linearifolia）为蔓藓科悬藓属下的一个种。

## 扩展阅读
- 維基物種上的相關：线叶悬藓